# ФК «Аматоре» (Відень) у сезоні 1915—1916
Сезон 1915/16 — 6-й сезон в історії «Аматоре», а також 5-й сезон підряд, котрий клуб провів у вищому дивізіоні австрійського футбола.
Чемпіонат Австрії в цьому сезоні офіційно називався І клас.

## Склад команди
| № | Поз. | Нац.    | Гравець            |
| - | ---- | ------- | ------------------ |
|   | ВР   | Австрія | Віктор Гефелль     |
|   | ВР   | Австрія | Вальтер Йоахім     |
|   | ВР   | Австрія | Йозеф              |
|   | ВР   | Австрія | Фішер              |
|   | ЗХ   | Австрія | Вальтер Альт       |
|   | ЗХ   | Австрія | Егон Драксельмаєр  |
|   | ЗХ   | Австрія | Рудольф Лінбагер   |
|   | ЗХ   | Австрія | Александер Попович |
|   | ЗХ   | Австрія | Принц              |
|   | ЗХ   | Австрія | Йозеф Трінкль      |
|   | ЗХ   | Австрія | Йозеф Гоура        |
|   | ЗХ   | Австрія | Отто Екгардт       |
|   | ПЗ   | Австрія | Йозеф Бродкорб     |
|   | ПЗ   | Австрія | Артур Відерман     |
|   | ПЗ   | Австрія | Густав             |
|   | ПЗ   | Австрія | Кастеліц           |
|   | ПЗ   | Австрія | Карл Клер          |
|   | ПЗ   | Австрія | Карл Курц          |
|   | ПЗ   | Австрія | Ленерт             |
|   | ПЗ   | Австрія | Віктор Левенфельд  |
|   | ПЗ   | Австрія | Мандль I           |
|   | ПЗ   | Австрія | Фрідріх Фукс       |
|   | ПЗ   | Австрія | Гайні              |
|   | ПЗ   | Австрія | Герман Гальденванг |
|   | ПЗ   | Австрія | Штейскаль          |

| № | Поз. | Нац.    | Гравець          |
| - | ---- | ------- | ---------------- |
|   | НП   | Австрія | Аді              |
|   | НП   | Австрія | Маттіас Бауман   |
|   | НП   | Австрія | Гаральд Вольфрам |
|   | НП   | Австрія | Луїс Гольдшмід   |
|   | НП   | Австрія | Ріхард Зінгер    |
|   | НП   | Австрія | Йозеф Коуба      |
|   | НП   | Австрія | Левенфельд II    |
|   | НП   | Австрія | Левіт            |
|   | НП   | Австрія | «Мерзер»         |
|   | НП   | Австрія | Віллі Пергер     |
|   | НП   | Австрія | Поллітцер        |
|   | НП   | Австрія | Йозеф Поплан     |
|   | НП   | Австрія | Штефан Попович   |
|   | НП   | Австрія | Ріхард           |
|   | НП   | Австрія | Фрідріх Унгер    |
|   | НП   | Австрія | Александер Фрай  |
|   | НП   | Австрія | Франц Гельмрайх  |
|   | НП   | Австрія | Гофрат           |
|   | НП   | Австрія | Цайс             |
|   | НП   | Австрія | Циліховський     |
|   | НП   | Австрія | Шацль            |
|   | НП   | Австрія | Шварц V          |
|   | НП   | Австрія | Йоганн Шмід      |
|   | НП   | Австрія | Алоїс Шнайдер    |
|   | НП   | Австрія | Еміль            |

## Чемпіонат Австрії

### Турнирная таблица
| М | Клуб             | І  | В | Н | П  | МЗ | МП | Р    | О  |
| - | ---------------- | -- | - | - | -- | -- | -- | ---- | -- |
| 6 | Ваккер           | 18 | 6 | 6 | 6  | 28 | 34 | 0,82 | 18 |
| 7 | Аматоре          | 18 | 6 | 2 | 10 | 23 | 46 | 0,50 | 14 |
| 8 | Вінер Шпорт-Клуб | 18 | 3 | 1 | 14 | 28 | 49 | 0,57 | 7  |

### Матчі
Час початку матчів: центральноєвропейський (MEZ)
| 1 тур 29 серпня 1915                                                                                          | Аматоре | 0:1        | Вінер АК | Відень                                      |  |
| 16:30 |         | (протокол) | Кек 76'  | Стадіон: Обер-Санкт-Файт Суддя: Йозеф Фішер |  |
| Гефелль, Лінбагер, А. Попович, Фукс, Гальденванг, Левенфельд, Шацль, Вольфрам, «Мерзер», Циліховський, Бауман |         |            |          |                                             |  |

| 3 тур 12 вересня 1915                                                                                  | Аматоре             | 2:1        | Зіммерингер | Відень                                  |  |
| 14:00                                                                                                  | Шмід 59' Поплан 65' | (протокол) | Малий 42'   | Стадіон: ВАФ-Плац Суддя: Давид Грюнбаум |  |
| Гефелль, Лінбагер, А. Попович, Фукс, Гальденванг, Левенфельд, Шнайдер, Циліховський, Аді, Поплан, Шмід |                     |            |             |                                         |  |

| 4 тур 10 жовтня 1915                                                                                        | Вінер Шпорт-Клуб           | 1:2        | Аматоре          | Відень                                      |  |
| 15:00 | Цукшверт 44' Кангойзер 88' | (протокол) | "Мерзер" 15' 43' | Стадіон: Шпорт-Клуб-Плац Суддя: Йозеф Фішер |  |
| Гефелль, Левенфельд, А.Попович, Фукс, Кастеліц, Гальденванг, Шнайдер, «Мерзер», Аді, Вольфрам, Циліховський |                            |            |                  |                                             |  |

| 5 тур 24 жовтня 1915                                                                               | Аматоре | 0:1        | Флорідсдорфер | Відень                                      |  |
| 14:30                                                                                              | Пергер  | (протокол) | Вольф 35'     | Стадіон: Обер-Санкт-Файт Суддя: Йозеф Фішер |  |
| Гефелль, Левенфельд, А. Попович, Фукс, Кастеліц, Гальденванг, Шнайдер, Пергер, Аді, Вольфрам, Шмід |         |            |               |                                             |  |

| 9 тур 31 жовтня 1915                                                                                | Аматоре        | 2:0        | Герта | Відень                                       |  |
| 14:30                                                                                               | Шнайдер 8' 85' | (протокол) |       | Стадіон: Обер-Санкт-Файт Суддя: Оскар Лоренц |  |
| Гефелль, Екгардт, А. Попович, Фукс, Левенфельд, Клер, Шнайдер, Пергер, Циліховський, Вольфрам, Шмід |                |            |       |                                              |  |

| 6 тур 14 листопада 1915                                                                                  | Вінер АФ          | 2:0        | Аматоре | Відень                                |  |
| 14:30 | Гансль Л.Нойбауер | (протокол) |         | Стадіон: ВАФ-Плац Суддя: Густав Шмідт |  |
| Гефелль, Левенфельд, А. Попович, Фукс, Кастеліц, Гальденванг, Шнайдер, Аді, Вольфрам, Циліховський, Шмід |                   |            |         |                                       |  |

| 7 тур 21 листопада 1915                                                                   | Ваккер    | 1:1        | Аматоре      | Відень                                    |  |
| 14:30                                                                                     | Рідль 87' | (протокол) | Вольфрам 34' | Стадіон: Ваккер-Плац Суддя: Генріх Роттер |  |
| Гефелль, Левенфельд, А. Попович, Клер, Фукс, Гальденванг, Вольфрам, Циліховський, Пергер… |           |            |              |                                           |  |

| 2 тур 5 грудня 1915                                                                                    | Аматоре    | 0:4        | Рапід                                    | Відень                                         |  |
| 14:00                                                                                                  | Левенфельд | (протокол) | Грундвальд 55' 62' Освальд 65' Бауер 88' | Стадіон: Обер-Санкт-Файт Суддя: Рудольф Линних |  |
| Йоахім, Левенфельд, А. Попович, Клер, Фукс, Гальденванг, Шацль, Вольфрам, Циліховський, Бродкорб, Шмід |            |            |                                          |                                                |  |

| 8 тур 19 грудня 1915                                                                                 | Аматоре  | 2:7        | Рудольфшюгель          | Відень                                           |  |
| 15:00                                                                                                | Вольфрам | (протокол) | Нагль Нечас Гель Кеніг | Стадіон: Обер-Санкт-Файт Суддя: Вільгельм Шмігер |  |
| Гефелль, Левенфельд, Екгардт, Клер, Фукс, Гальденванг, Шацль, Вольфрам, Циліховський, Бродкорб, Шмід |          |            |                        |                                                  |  |

| 11 тур 12 березня 1916                                                                          | Зіммерингер | 0:1        | Аматоре      | Відень                                         |  |
| 15:30                                                                                           |             | (протокол) | Вольфрам 65' | Стадіон: Обер-Санкт-Файт Суддя: Давид Грюнбаум |  |
| Йоахім, Драксельмаєр, А. Попович, Густав, Левенфельд, Бродкорб, Бауман, Вольфрам, Циліховський… |             |            |              |                                                |  |

| 12 тур 19 березня 1916                                                                                       | Флорідсдорфер                        | 3:1        | Аматоре      | Відень                               |  |
| 15:30 | Краус 65' Лукс 75' (пен.) Штерба 76' | (протокол) | Вольфрам 55' | Стадіон: ФАК-Плац Суддя: Ганс Трінкс |  |
| Йоахім, Драксельмаєр, А. Попович, Фукс, Левенфельд, Бродкорб, Зінгер, Циліховський, Гофрат, Ріхард, Вольфрам |                                      |            |              |                                      |  |

| 13 тур 9 квітня 1916                                                                                       | Аматоре                               | 3:0        | Вінер Шпорт-Клуб | Відень                                        |  |
| 16:00 | Вольфрам 15' 25' невідомо Шварц V 75' | (протокол) | невідомо         | Стадіон: Обер-Санкт-Файт Суддя: Генріх Роттер |  |
| Йоахім, Драксельмаєр, А. Попович, Фукс, Левенфельд, Бродкорб, Унгер, Циліховський, Вольфрам, Шварц V, Цайс |                                       |            |                  |                                               |  |

| 15 тур 14 травня 1916                                                                                     | Аматоре | 1:4        | Вінер АФ                       | Відень                                    |  |
| 17:00 | Цайс    | (протокол) | Гайнцль Л.Нойбауер Фішера Рібе | Стадіон: ВАФ-Плац Суддя: Вільгельм Шмігер |  |
| Йоахім, А. Попович, Бродкорб, Фукс, Левенфельд, Ленерт, Циліховський, Ш. Попович, Вольфрам, Шварц V, Цайс |         |            |                                |                                           |  |

| 10 тур 21 травня 1916                                                                           | Герта           | 1:2        | Аматоре                             | Відень                                          |  |
| 16:30                                                                                           | Йоахім ?' (аг.) | (протокол) | Деснолідек ?' (аг.) Золіль ?' (аг.) | Стадіон: Обер-Санкт-Файт Суддя: Фердинанд Вольф |  |
| Йоахім, А. Попович, Бродкорб, Фукс, Левенфельд, Мандль I, Унгер, Ш. Попович, Вольфрам, Шварц V… |                 |            |                                     |                                                 |  |

| 16 тур 28 травня 1916                                                                                 | Вінер АК                                           | 3:3        | Аматоре                                 | Відень                                  |  |
| 16:30                                                                                                 | А.Попович 9' (аг.) Студнічка 19' Едельбагер Фрітум | (протокол) | А.Попович 18' Циліховський 24' Цайс 51' | Стадіон: ВАК-Плац Суддя: Давид Грюнбаум |  |
| Йоахім, Гоура, А. Попович, Фукс, Левенфельд, Бродкорб, Унгер, Ш. Попович, Циліховський, Шварц V, Цайс |                                                    |            |                                         |                                         |  |

| 17 тур 25 червня 1916                                                                           | Рудольфшюгель                | 3:0        | Аматоре | Відень                                            |  |
| 18:00                                                                                           | Нечас 18' Нагль 80' Патцельт | (протокол) |         | Стадіон: Рудольфшюгель-Плац Суддя: Давид Грюнбаум |  |
| Йоахім, Гоура, А. Попович, Фукс, Курц, Ленерт, Унгер, Вольфрам, Циліховський, Бродкорб, Шварц V |                              |            |         |                                                   |  |

| 14 тур 2 липня 1916                                                                           | Рапід                                                                   | 9:0        | Аматоре | Відень                                     |  |
| 18:00                                                                                         | Бауер 5' 78' 83' Кернер 12' Хаглер 17' Візер 47' 61' 90' Грундвальд 51' | (протокол) |         | Стадіон: Пфаррвізе Суддя: Вільгельм Шмігер |  |
| Йоахім, А. Попович, Гоура, Вольфрам, Фукс, Ленерт, Поллітцер, Ш. Попович, Шварц V, Цайс, Клер |                                                                         |            |         |                                            |  |

| 18 тур 9 липня 1916                                                                        | Аматоре       | 3:5        | Ваккер                               | Відень                                          |  |
| 18:00                                                                                      | Фрай Клер 57' | (протокол) | Вана 15' Й.Рідль 20' Ф.Рідль Коварик | Стадіон: Обер-Санкт-Файт Суддя: Фердинанд Вольф |  |
| Йоахім, Гоура, Тринкль, Курц, Бродкорб, Гальденванг, Коуба, Гельмрайх, Фрай, Шварц V, Клер |               |            |                                      |                                                 |  |

## Товариські матчі
| Товариський матч 8 серпня 1915 | Пожонь   | 1:4        | Аматоре  | Пожонь |  |
|                                | невідомо | (протокол) | невідомо |        |  |
| …                              |          |            |          |        |  |

| Товариський матч 15 серпня 1915                                                                    | Аматоре | 1:2      | Ваккер               | Відень                                      |  |
| 17:00                                                                                              | Шнайдер | Протокол | Решер 3' Й.Рідль 83' | Стадіон: Обер-Санкт-Файт Суддя: Ганс Девіде |  |
| Гефелль, Левенфельд, Лінбахер, Фукс, Гальденванг, Пергер, Шмід, Шнайдер, «Мерзер», Вольфрам, Шацль |         |          |                      |                                             |  |

| Товариський матч 22 серпня 1915                                                                            | Аматоре      | 1:3      | Вінер АФ                           | Відень                                       |  |
| 17:00 | Вольфрам 71' | Протокол | Фукс 26' (аг.) Гайс Л.Нойбауер 63' | Стадіон: Обер-Санкт-Файт Суддя: Оскар Лоренц |  |
| Гефелль, Лінбахер, Левенфельд, Фукс, Гальденванг, Поплан, Шнайдер, Циліховський, «Мерзер», Вольфрам, Шацль |              |          |                                    |                                              |  |

| Товариський матч 8 вересня 1915                          | МТК                            | 5:1        | Аматоре  | Будапешт                                    |  |
|                                                          | Кертес 35' Конрад 75' невідомо | (протокол) | Вольфрам | Стадіон: Хунгарія керут Суддя: Макс Таффель |  |
| Гальденванг, Левенфельд, Бауман, Вольфрам, Циліховський… |                                |            |          |                                             |  |

| Товариський матч 26 вересня 1915                                                                      | Вінер АК                  | 3:0      | Аматоре | Відень                                  |  |
| 16:00                                                                                                 | Фрітум 9' 51' Райндль 35' | Протокол |         | Стадіон: ВАК-Плац Суддя: Рудольф Линних |  |
| Гефелль, Лінбахер, Левенфельд, Фукс, Гальденванг, Поплан, Шнайдер, Аді, Вольфрам, Циліховський, Унгер |                           |          |         |                                         |  |

| Товариський матч 20 лютого 1916                                                                   | Аматоре                          | 4:1      | Слован (Відень) | Відень                                     |  |
| 15:00                                                                                             | Фукс Бродкорб Унгер Ш. Попович]] | Протокол | невідомо        | Стадіон: Обер-Санкт-Файт Суддя: Макс Земан |  |
| Йозеф, Драксельмаєр, Принц, Штейскаль, Левенфельд, Фукс, Унгер, Ш. Попович, Бродкорб, Еміль, Цайс |                                  |          |                 |                                            |  |

| Товариський матч 27 лютого 1916                                                                 | Вінер АФ       | 1:0      | Аматоре | Відень                                |  |
| 15:30                                                                                           | Л.Нойбауер 70' | Протокол |         | Стадіон: ВАК-Плац Суддя: Густав Шмідт |  |
| Йозеф, Альт, А. Попович, Відерман, Левенфельд, Фукс, Цайс, Вольфрам, Циліховський, Еміль, Унгер |                |          |         |                                       |  |

| Товариський матч 5 березня 1916                                                                    | Аматоре            | 2:3      | Збірна другої ліги | Відень                                  |  |
| 15:30                                                                                              | Вольфрам А.Попович | Протокол | Штанцль Гаєр       | Стадіон: Обер-Санкт-Файт Суддя: Баннерт |  |
| Йоахім, Альт, А. Попович, Гайний, Левенфельд, Левенфельд II, Вольфрам, Циліховський, Бауман, Цайс… |                    |          |                    |                                         |  |

| Товариський матч 25 березня 1916                                             | Вінер АК | 2:0      | Аматоре | Відень                                  |  |
| 16:00                                                                        | Райндль  | Протокол |         | Стадіон: ВАК-Плац Суддя: Давид Грюнбаум |  |
| Фішер, Фукс, Левенфельд, Бродкорб, Гольдшмід, Вольфрам, Циліховський, Левит… |          |          |         |                                         |  |

| Товариський матч 26 березня 1916 | Ваккер                                 | 6:0      | Аматоре | Відень                                      |  |
| 16:00                            | Губер Колльндорфер Маххерндль невідомо | Протокол |         | Стадіон: Ваккер-Плац Суддя: Фердинанд Вольф |  |
| Фукс, Левенфельд…                |                                        |          |         |                                             |  |

| Кубок підтримки ДФК 16 квітня 1916                                                                    | ДФК (Прага)              | 2:5        | Аматоре                              | Прага                                |  |
| 16:30                                                                                                 | Гостофский Лес ?' (пен.) | (протокол) | Вольфрам 25' Циліховський Левенфельд | Стадіон: Бельведер Суддя: Лілінфельд |  |
| Йоахім, Драксельмаєр, Гоура, Фукс, Левенфельд, Бродкорб, Цайс, Шварц V, Вольфрам, Циліховський, Унгер |                          |            |                                      |                                      |  |

| Пасхальний трофей 23 квітня 1916                                                                           | Флорідсдорфер      | 2:1        | Аматоре      | Відень                                   |  |
| 15:00 | Краус 59' Дойч 69' | (протокол) | Вольфрам 38' | Стадіон: ВАК-Плац Суддя: Фердинанд Вольф |  |
| Йоахім, Драксельмаєр, А. Попович, Левенфельд, Фукс, Бродкорб, Шварц V, Унгер, Вольфрам, Циліховський, Цайс |                    |            |              |                                          |  |

| Товариський матч 30 квітня 1916 | Пожонь   | 3:2 | Аматоре  | Пожонь |  |
|                                 | невідомо |     | невідомо |        |  |
| …                               |          |     |          |        |  |

| Товариський матч 4 червня 1916 | Рапід | 0:0      | Аматоре | Відень                                 |  |
| 17:30                          |       | Протокол |         | Стадіон: Пфаррвізе Суддя: Оскар Лоренц |  |
| Мандль I, Вольфрам…            |       |          |         |                                        |  |

| Товариський матч 12 червня 1916                                                                | III. Керюлеті | 1:0        | Аматоре | Будапешт                                     |  |
| 18:00                                                                                          | невідомо 57'  | (протокол) |         | Стадіон: Хунгарія керут Суддя: Йоганн Хорват |  |
| Йоахім, Мандль I, Гоура, Курц, Левенфельд, Ленерт, Клер, Вольфрам, Циліховський, Фрай, Шварц V |               |            |         |                                              |  |

## Статистика гравців
| Поз. | Гравець            | Ліга  | Ліга |
| Поз. | Гравець            | Матчі | Голи |
| ---- | ------------------ | ----- | ---- |
| Вр   | Віктор Гефелль     | 8     | –14  |
| Вр   | Вальтер Йоахім     | 10    | –32  |
| Зах  | Егон Драксельмаєр  | 3     | 0    |
| Зах  | Рудольф Лінбахер   | 2     | 0    |
| Зах  | Александер Попович | 16    | 1    |
| Зах  | Йозеф Трінкль      | 1     | 0    |
| Зах  | Йозеф Гоура        | 4     | 0    |
| Зах  | Отто Екгардт       | 2     | 0    |
| ПЗ   | Йозеф Бродкорб     | 10    | 0    |
| ПЗ   | Густав             | 1     | 0    |
| ПЗ   | Кастеліц           | 3     | 0    |
| ПЗ   | Карл Клер          | 6     | 2    |
| ПЗ   | Карл Курц          | 2     | 0    |
| ПЗ   | Ленерт             | 3     | 0    |
| ПЗ   | Віктор Левенфельд  | 15    | 0    |
| ПЗ   | Мандль I           | 1     | 0    |
| ПЗ   | Фрідріх Фукс       | 16    | 0    |
| ПЗ   | Герман Гальденванг | 9     | 0    |
| Нап  | Аді                | 4     | 0    |
| Нап  | Маттіас Бауман     | 2     | 0    |
| Нап  | Гаральд Вольфрам   | 15    | 7    |
| Нап  | Ріхард Зінгер      | 1     | 0    |
| Нап  | Йозеф Коуба        | 1     | 0    |
| Нап  | «Мерзер»           | 2     | 2    |
| Нап  | Віллі Пергер       | 3     | 0    |
| Нап  | Поллітцер          | 1     | 0    |
| Нап  | Йозеф Поплан       | 1     | 1    |
| Нап  | Штефан Попович     | 4     | 0    |
| Нап  | Ріхард             | 1     | 0    |
| Нап  | Фрідріх Унгер      | 4     | 0    |
| Нап  | Александер Фрай    | 1     | 1    |
| Нап  | Франц Гельмрайх    | 1     | 0    |
| Нап  | Гофрат             | 1     | 0    |
| Нап  | Цайс               | 4     | 2    |
| Нап  | Циліховський       | 14    | 1    |
| Нап  | Шацль              | 3     | 0    |
| Нап  | Шварц V            | 7     | 1    |
| Нап  | Йоганн Шмід        | 6     | 1    |
| Нап  | Алоїс Шнайдер      | 5     | 2    |